# Passiflora exoperculata
Passiflora exoperculata Mast. – gatunek rośliny z rodziny męczennicowatych (Passifloraceae Juss. ex Kunth in Humb.). Występuje naturalni w Ekwadorze, Peru oraz Boliwii. 

## Morfologia
PokrójZdrewniałe, trwałe, mniej lub bardziej owłosione liany.
LiściePodwójnie lub potrójnie klapowane, rozwarte u podstawy. Mają 1,1–4,1 cm długości oraz 3–3,9 cm szerokości. Całobrzegie, z tępym lub ostrym wierzchołkiem. Ogonek liściowy jest bardziej lub mniej owłosiony i ma długość 7–24 mm. Przylistki są liniowe, mają 3–8 mm długości.
KwiatyPojedyncze lub zebrane w pary. Działki kielicha są owalne, czerwonawe, mają 0,6–1,1 cm długości. Płatki są liniowe, zielonożółtawe, mają 0,5–0,9 cm długości. Przykoronek ułożony jest w dwóch rzędach, purpurowo-żółty, ma 1–9 mm długości.
OwoceSą prawie kulistego kształtu. Mają 0,9 cm długości i 1,1 cm średnicy. Są purpurowej barwy.